# Les Démons de l'esprit
Pour plus de détails, voir Fiche technique et Distribution.
Les Démons de l'esprit (Demons of the Mind) est un film britannique réalisé par Peter Sykes, sorti en 1972.

## Synopsis
Le Baron Zorn (Robert Hardy) garde ses enfants adolescents Emil et Elizabeth (Shane Briant et Gillian Hills) enfermés et drogués dans son manoir à la suite du décès de leur mère dépressive. Leur père est persuadé qu'ils sont atteints du même mal que leur défunte mère. Après plusieurs tentatives d'évasion avortées, les deux jeunes gens sont repris et placés sous la garde de leur Tante Hilda (Yvonne Mitchell). Peu après des habitants du village voisin sont victimes de morts soudaines dans les bois. La population locale parle de démons. Un prêtre se voue à vaincre les forces du mal mais il n'est pas pris au sérieux par les autochtones. Un médecin, Falkenberg (Patrick Magee), pourrait détenir un remède pour Emil et Elizabeth.

## Fiche technique
Sauf indication contraire, les informations mentionnées dans cette section peuvent être confirmées par la base de données cinématographiques IMDb,  présente dans la section « Liens externes ».
- Titre original : Demons of the Mind
- Titre français : Les Démons de l'esprit
- Réalisation : Peter Sykes
- Scénario  : Christopher Wicking, d'après une histoire de Frank Godwin et Christopher Wicking
- Musique : Harry Robinson
- Décors : Michael Stringer
- Costumes : Rosemary Burrows
- Photographie : Arthur Grant
- Montage : Chris Barnes
- Production Michael Carreras et Frank Godwin
- Sociétés de production : Anglo-EMI, Frank Godwin Productions et Hammer Film Productions
- Société de distribution : Anglo-EMI Films Distributors
- Pays d'origine :  Royaume-Uni
- Langue originale : anglais
- Format : couleur
- Genre : thriller, horreur
- Durée : 89 minutes
- Dates de sortie : 
  - Royaume-Uni : 5 novembre 1972
  - France : 20 septembre 1973

## Distribution
- Robert Hardy : Baron Zorn
- Shane Briant : Emil
- Gillian Hills : Elizabeth
- Yvonne Mitchell : tante Hilda
- Paul Jones : Carl Richter
- Patrick Magee : Falkenberg
- Kenneth J. Warren : Klaus
- Michael Hordern : le prêtre
- Robert Brown : Fischinger
- Virginia Wetherell : Inge
- Deirdre Costello : Magda
- Barry Stanton : Ernst
- Sidonie Bond : la femme du Baron

## Production
Le titre de travail est Blood Will Have Blood.

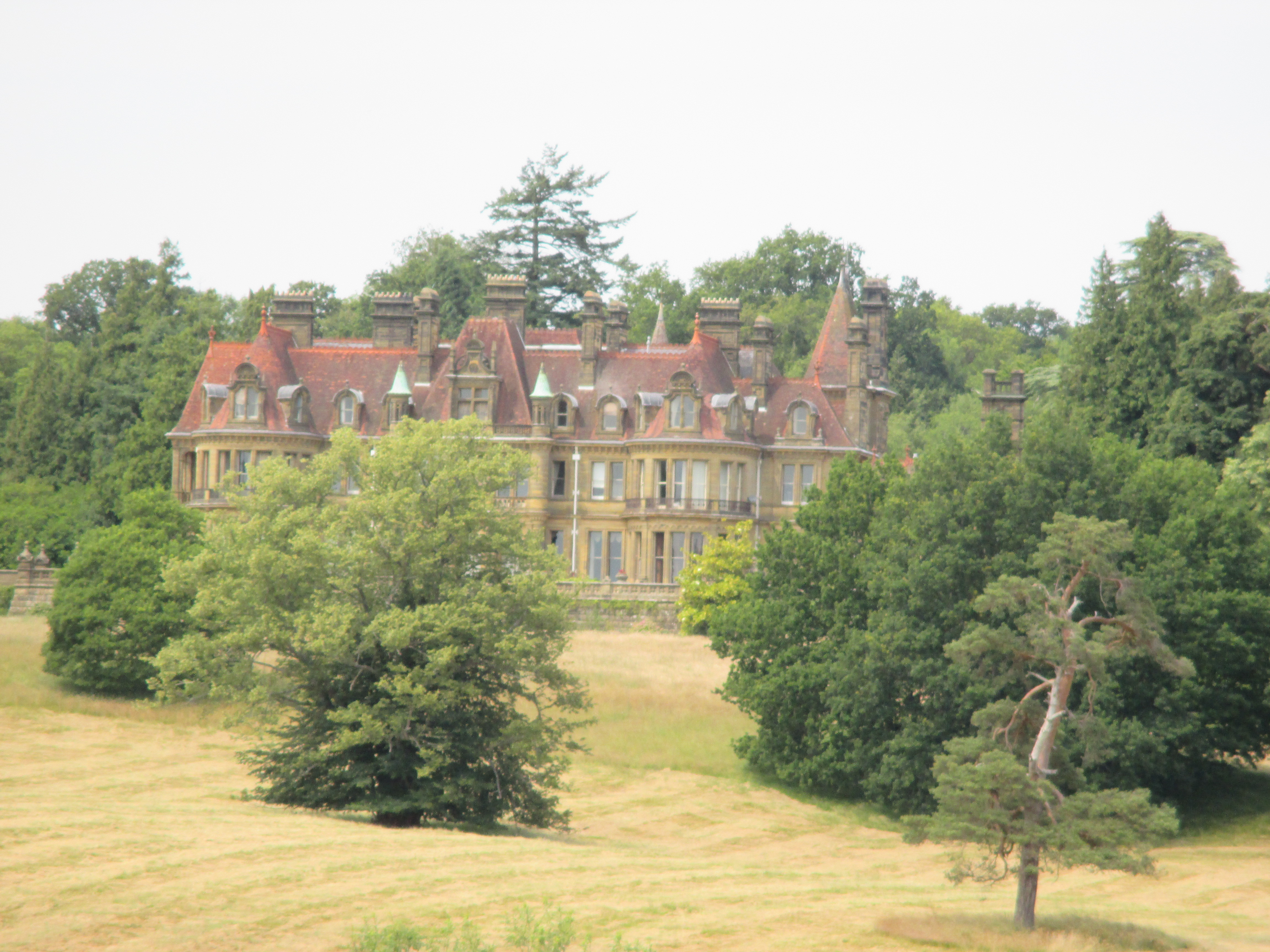
Le Wykehurst Park

Hammer, étant impressionné par son travail du film Venom, engage Peter Sykes en tant que réalisateur de ces Démons de l'esprit. Ceci est inspiré de la vie du médecin Franz Mesmer.
Le tournage a lieu au manoir de Wykehurst Park au Sussex de l'Ouest, au Black Park dans le comté de Buckinghamshire et dans les studios d'Elstree dans le comté de Hertfordshire, entre le 16 août et septembre 1971.

## DVD (France)
Le film a fait l'objet d'une édition sur le support DVD sur le territoire français dans La Collection Hammer :
- Demons of the Mind : Les Démons de l'esprit (DVD-9 Keep Case), sorti le 5 mai 2009, édité par Studiocanal et distribué par Universal Pictures Vidéo (France). Le ratio écran est en 1.85:1 au format panoramique 16:9. L'audio est en Anglais 2.0 mono avec présence de sous-titres français. Pas de suppléments sur le disque. Il s'agit d'une édition Zone 2 Pal[4].